# Della pazzia in genere e in specie
Della pazzia in genere e in specie è un trattato in tre tomi di Vincenzo Chiarugi, scritto nel 1794.

## Contenuti
Tratta della follia suddivisa per tipi, osservandone elementi come la continuità dei deliri e l'assenza di febbri. Secondo il libro la pazzia ha origine interna all'individuo; l'autore pensa a un organo (fittizio) chiamato da lui il Sensorio Comune, il «luogo di riunione di queste origini nervose, dove l'Anima è verosimilmente presente", "laddove la sostanza corticale finisce e principia la midollare». 
Nel libro si leggono tutte le sue osservazioni dei casi clinici da lui studiati.